# NGC 7617
NGC 7617 é uma galáxia lenticular (S0) localizada na direcção da constelação de Pisces. Possui uma declinação de +08° 09' 58" e uma ascensão recta de 23 horas, 20 minutos e 08,9 segundos.
A galáxia NGC 7617 foi descoberta em 23 de Setembro de 1864 por Heinrich Louis d'Arrest.